# Goanna
Goanna (ゴアンナ, 日本語ではオオトカゲの意)はムーンチャイルド・プロダクションズによって開発されたPale Moon用のレンダリングエンジン。

## 開発経緯
Pale Moonは長らくGeckoを用いてきた。しかし、新UIのAustralisをMozillaが標準採用し、大量のアドオンが失効した。これに反発し、独自のレンダリングエンジンを開発すると宣言。こうして2016年の1月に初版がリリースされたのがGoannaである。2025年5月2日現在のバージョンは6.7。

## 特徴
- C++で書かれている。
- Australis採用に伴う大量アドオン失効に伴い、いくつかのアドオンはPale Moonに譲渡され、これに対応している[1]。
- Geckoよりはメモリの消費量は少なく、シングルプロセスを採用してバックグラウンドメモリを排除しているため、起動が素早い[2]。
- 2016年3月の時点においてはHTML5testの点数はGoogle Chromeに比べて低い[3]。
- Blink搭載ブラウザのように大量にメモリを浪費[4]することは全くない。

## 標準サポート
- CSS Level 2.1 (partial support for CSS 3)
- DOM Level 1 and 2 (partial support for DOM 3)
- HTML4 / HTML5
- JavaScript 1.8.5 (full ECMAScript 5.1 support, partial ECMAScript 6 support )
- MathML
- RDF
- XHTML 1.0
- XML 1.0
- SVG 1.1
- Many bitmap image formats including JPEG, GIF, PNG, APNG and WebP